# Cryptophagus fasciatus
Cryptophagus fasciatus là một loài bọ cánh cứng trong họ Cryptophagidae. Loài này được Kraatz miêu tả khoa học năm 1852.